# Новий Ельфсборг
57°41′10″ пн. ш. 11°50′18″ сх. д. / 57.686083333333° пн. ш. 11.838361111111° сх. д.
Новий Ельфсборг (швед. Nya Elfsborg) — морська фортеця в гирлі річки Гета-Ельв у Каттегаті. 
Розташована на північній околиці входу до порту Гетеборга на невеликому острові Чуркугордсгольмен. 
Заснована у 1650 році на місці фортеці Старий Ельфсборг. 
Будівництво почалося в 1653 році, і фортеця залишалася в експлуатації до 1869 року, хоча вона брала участь лише в одному конфлікті, Великій Північній війні.

## Історія

### Будівництво
В 1645 для захисту порту Гетеборга на острові Чуркугордсгольмен була тимчасово розміщена артилерія. 
Через два роки розпочалося будівництво постійних укріплень. 
Проект підготував генерал-квартирмейстер Юхан Верншелд. 
Перший етап будівництва було завершено до 1651 року. 
Фортеця виглядала як п'ятикутник з бастіонами з горнверками . 
Коли Данія в 1657 вступила в Першу Північну війну, гарнізон вважав за краще залишити острів, на якому ще не закінчилося зведення всіх задуманих укріплень.
Після закінчення війни будівництво продовжилося. 
Проте роботи тривали. 
Багато об'єктів все ще не було завершено до кінця 1670-х років. 
Після зносу 1661 року всіх старих укріплень комплексу дали ім'я Новий Ельфсборг. 
У 1686 році була додана центральна вежа. 
Фортеця почала занепадати в 1690-х роках. 
Але 1697 року почалася реконструкція укріплень.

### Данські напади
Під час Північної війни 2 травня 1717 командир дансько-норвезької ескадри Педер Торденшельд зумів зі своїми кораблями безперешкодно пройти повз фортецю Новий Ельфсборг і атакував шведський флот, що стояв у гавані Гетеборга. 
Проте атака виявилася невдалою. Шведських моряків не вдалося застати зненацька і вони чинили серйозний опір. 
Торденшельд був змушений почати відхід, і саме в цей час його флот зазнав сильного обстрілу з острівної фортеці.
20 липня 1719 Торденшельд знову повернувся до Гетеборг на чолі ескадри. 
Того ж дня він почав розміщувати 36 16-фунтових гармат на острові Стура-Аспгольмен, що на північний захід від Нового Ельфсборга. 
Крім того, він вивантажив чотири важкі бомбардина острів Лілля-Аспгольмен. 
Того ж вечора данці відкрили вогонь по фортеці. 
Наступного дня одинадцять данських кораблів також розпочали бомбардування Нового Ельфсборга. 
Хоча гарнізон фортеці був незначним, командир Юхан Лілльє відмовився підіймати білий прапор. 
У ніч на 24 липня шведський генерал Георг Богіслаус Сталь фон Гольштейн доставив чотири гармати та 40-фунтову бомбарду з Гетеборга на північний берег Ельвсборг-фіорду. 
Він установив там батарею, щоб наступного ранку можна було відкрити вогонь по загону Торденшельда. 
Цей зухвалий план спрацював. Данці, не ставши ризикувати та кинувши частину гармат на Лілля-Аспгольмені, відступили.
Ескадра Торденшельда блокувала гавань Гетеборга до 22 вересня. 
Але шведи за цей час встигли відновити пошкоджені укріплення. 
Після цього інциденту гарнізон фортеці Новий Ельфсборг було посилено, а стіни, бастіони та гармати підтримувалася в ідеальному стані. 
Аж до 1744 року, поки зберігалася загроза війни з Данією, фортеця залишалася найбоєздатнішою у всьому королівстві.

## Мирний час
В 1762 — 1766 роках у Новому Ельфсборгу збудували міцні укриття для солдатів на випадок бомбардування. 
Нова реконструкція фортеці відбулася 1808 року. 
Нарешті в 1869 році Новий Ельфсборг був скасований як бойова фортеця.
У 1878 році фортифікаційна комісія пропонувала перебудувати фортецю, використовуючи сталеві конструкції, проте від цих планів відмовилися.

## Сучасний стан
Сьогодні Новий Ельфсборг, який з 1935 року перебуває у списку Культурної спадщини, є туристичною пам'яткою. 
Влітку до фортеці можна дістатися з Гетеборга на спеціальних корабликах. 
У Новому Ельфсборзі регулярно відбуваються театральні вистави та концерти.